# Inspektor Dreyfus
Charles LaRousse Dreyfus je vrchní policejní inspektor, fiktivní postava z filmů o Růžovém panterovi, jejímž představitelem byl česko-britský herec Herbert Lom. Hlavní charakteristikou Dreyfusovy postavy je šílený tik v oku a posedlost zabitím Clouseaua.

## Vznik a charakter postavy
Poprvé se postava vrchního policejního komisaře Dreyfuse objevila v druhém panterovském snímku Clouseau na stopě z roku 1964. Hlavním rysem Dreyfusovy postavy jsou narůstající záchvaty šílenství. Jejich příčinou je mimořádně neschopný Dreyfusův podřízený, inspektor Clouseau, který prakticky vždy místo seriózního vyšetřování způsobí nějakou nehodu. 

## Popularita
Herbert Lom zde spolu s Peterem Sellersem (představitelem Clouseaua) vytvořili silný komický tandem. Film měl navíc mnohonásobně větší úspěch, než první panterovský snímek Růžový panter z roku 1963. S postavou šíleného Dreyfuse se proto automaticky počítalo i v dalších pokračováních. Šéf inspektor Dreyfus se v nich stane regulérním šílencem, který opakovaně usiluje o život svého neschopného podřízeného. Dreyfusovy pokusy o atentáty na Clouseaua vytvářejí kulisu pro všechny následující panterovské filmy natočené ještě za Sellersova života. Počínaje filmem Růžový panter znovu zasahuje z roku 1976 je možné Dreyfusovu postavu považovat za rovnocennou postavě Clouseauově. Tímto snímkem totiž Herbert Lom přestal pouze nahrávat Sellersovi a stal se mu v rámci děje rovnocenným partnerem. 
Dreyfusova účast na filmech s Růžovým panterem byla natolik zásadní, že ačkoli tato postava v závěru filmu Růžový panter znovu zasahuje zahyne, v následujícím snímku Pomsta Růžového pantera (1978) se bez bližšího vysvětlení znovu objevuje. Opět samozřejmě jako Clouseaův protivník. Popularitu Herberta Loma se tvůrci panterovské série snažili maximálně využít také po Sellersově smrti. Filmy o Růžovém panterovi, natočené týmem Blakea Edwardse po roce 1980, byly z velké části postaveny na Herbertu Lomovi, jako inspektoru Dreyfusovi.

## Filmy, ve kterých hrál Dreyfuse Herbert Lom
- Clouseau na stopě (1964)
- Návrat Růžového pantera (1975)
- Růžový panter znovu zasahuje (1976)
- Pomsta Růžového pantera (1978)
- Stopa Růžového pantera (1982)
- Kletba Růžového pantera (1983)
- Sherlock Holmes v pánském klubu aneb Komisař Dreyfus zasahuje (1992)
- Syn Růžového pantera (1993)

## Citáty
- „Ano, miláčku … Zrovna jsem ti chtěl zavolat. Už se vydávám na cestu. Koupil jsem sýry a Beaujolais…“ – Clouseau na stopě
- „Dejte mi deset mužů jako Clouseau a já mohu zničit celý svět.“ – Clouseau na stopě
- „Ve srovnání s Clouseauem byl Jack Rozparovač dobrovolníkem Červeného kříže.“ – Návrat Růžového pantera
- „Po třech dlouhých, strašlivých letech mám konečně svůj den! A nedovolím – opakuji – nedovolím nikomu – opakuji nikomu – aby mi ho zkazil! – A teď vás doprovodím k bráně, a políbím vás na rozloučenou. A vy odjedete v novém autě, které mělo patřit mně. A pak konečně půjdu před zdravotní komisi a oni mě propustí a pak … pak vás zabiju.“ – Růžový panter znovu zasahuje
- „Co myslíte, jak pojmenují ten kráter? – Co takhle ‚Dreyfusův příkop‘!“ – Růžový panter znovu zasahuje

## Remake
V předělávkách filmů o Růžovém panterovi z let 2006 a 2009 byli do postavy šéfinspektora Dreyfuse obsazeni herci Kevin Kline a John Cleese. Jejich pojetí už ale nemělo takový ohlas, jako původní panterovské snímky s Herbertem Lomem.